# Angelica amazonensis
Angelica amazonensis är en stekelart som först beskrevs av Barbalho och Penteado-dias 2000.  Angelica amazonensis ingår i släktet Angelica och familjen bracksteklar. Inga underarter finns listade i Catalogue of Life.